# 小梅镇
小梅镇，是中华人民共和国浙江省丽水市龙泉市下辖的一个乡镇级行政单位。下属的大窑村是龙泉青瓷的起源地和中心产区。现有浙江全国重点文物保护单位——大窑龙泉窑古瓷窑址留存。

## 行政区划
小梅镇下辖以下地区：
梅一村、梅二村、梅三村、梅四村、骆庄村、大梅口村、大梅村、上梅村、高际头村、洋岙头村、大窑村、金村、黄南村、毛山头村、半边月村、西坑村、毛断村、孙坑村、泥岭头村、郑边村、立东村、高坑村和叶乡村。

## 中国传统村落
金村、大窑村获评“中国传统村落”。